# Оравчик
Оравчик (пол. Orawczyk) — гірський потік в Україні, у Стрийському районі Львівської області у Галичині. Лівий доплив Оряви, (басейн Дністра).

## Опис
Довжина потоку приблизно 7,74 км, найкоротша відстань між витоком і гирлом — 6,41  км, коефіцієнт звивистості потоку — 1,21 . Формується багатьма безіменними гірськими струмками. Потік тече у гірському масиві Сколівські Бескиди (зовнішня смуга Українських Карпат).

## Розташування
Бере початок у селі Орявчик на південно-східних схилах гори Джвинув (1107,3 м). Тече переважно на південний схід понад хребтом Джвинув, горою Кічера (993,8 м) і у селі Козьова впадає у річку Оряву, ліву притоку Опору.

## Цікавий факт
- У селі Козьова потік перетинає автошлях М06[3].